# Gösselsdorfer See
Gösselsdorfer See är en sjö i Österrike.   Den ligger i förbundslandet Kärnten, i den sydöstra delen av landet, 230 km sydväst om huvudstaden Wien. Gösselsdorfer See ligger 467 meter över havet.
I omgivningarna runt Gösselsdorfer See växer i huvudsak blandskog. Runt Gösselsdorfer See är det ganska glesbefolkat, med 47 invånare per kvadratkilometer.